# Veluwe Tour
De Veluwe Tour was een toeristische buslijn in de Nederlandse provincie Gelderland, die tussen de steden Arnhem en Apeldoorn loopt en als lijnnummer lijn 400 draagt. De buslijn rijdt langs allerlei toeristische attracties in de Veluwe, zoals Apenheul, Burgers’ Zoo en Paleis Het Loo. De Veluwe Tour wordt sinds december 2010 geëxploiteerd door vervoersmaatschappij Syntus, onder de naam Syntus Gelderland, als onderdeel van de concessie Veluwe. Het is de bedoeling dat de bussen elke week tweemaal elk uur vertrekken en langs alle attractiepunten gaan. Doordeweeks zijn dat alleen alle attractiepunten in Apeldoorn, in het weekend zijn dat alle attractiepunten tussen Apenheul en station Arnhem Centraal.
In de bussen van de Veluwe Tour zijn reguliere vervoerbewijzen geldig en in de bussen kan men bovendien toegangskaarten kopen voor de Hoge Veluwe, zodat reizigers niet bij het bezoekerscentrum hoeven uitstappen, maar direct kunnen doorreizen naar een van de haltes in het park.
Wegens tegenvallende belangstellingen, route inkortingen en bezuinigingen werd uiteindelijk per 13 december 2015 de lijn volledig opgeheven.

## Materieel
In het begin van de concessie werden op de lijn gelede Mercedes-Benz Citaro CNG bussen ingezet, die doordeweeks dienstdoen op de Veluwelijn. Omdat van de provincie er geen "Veluwelijn" op deze bussen mocht staan als ze op lijn 400 worden ingezet, werd de tekst afgeplakt met blauwe tape. Na enkele problemen met de roosterindeling is in januari 2011 besloten om de lijndiensten tijdelijk te laten bedienen door een taxibedrijf. Vanaf 3 april 2011 werden de diensten van de chauffeurs gewijzigd, waarmee lijn 400 weer in de dienstroosters van de chauffeurs kwam te staan. Vanaf dan wordt er weer eigen materieel van Syntus ingezet. Ditmaal midibussen van het type Optare Solo. Deze bussen worden ingezet om zo toch te blijven voldoen aan de geëiste emissienorm. Deze bussen worden ingezet zolang de capaciteit het nog aan kan.

## Attractiepunten
De buslijn gaat langs verschillende attractiepunten. Dit zijn de attractiepunten die men tegenkomt in de volgorde van wanneer men van Apeldoorn naar Arnhem rijdt:
- Apenheul
- Julianatoren
- Paleis Het Loo
- Het winkelgebied van Apeldoorn
- Opstapplaats voor de Veluwsche Stoomtrein Maatschappij
- De Cantharel
- Nationaal Park De Hoge Veluwe, Ingang Hoenderloo
- Nationaal Park De Hoge Veluwe, Bezoekerscentrum
- Kröller-Müller Museum
- Nationaal Park De Hoge Veluwe, Ingang Otterlo
- Arnhems Oorlogsmuseum 40-45
- 't Pannekoekhuis in Schaarsbergen
- Burgers' Zoo
- Nederlands Openluchtmuseum
- Kasteel Zijpendaal
- Nederlands Watermuseum
- Willemsplein in Arnhem

## Dienstregeling
Op werkdagen wordt in de vakanties aan het eind van de ochtend en in het begin van de middag tweemaal per uur gereden vanaf station Apeldoorn naar Paleis het Loo. Terug wordt 's middags tweemaal per uur gereden vanaf Apenheul naar station Apeldoorn.
Op zaterdag wordt eenmaal per uur gereden tussen station Arnhem Centraal en Apenheul in Apeldoorn. Bovendien wordt buiten de vakanties om eenmaal per uur in Apeldoorn een rondje gereden tussen het station, Apenheul en Paleis Het Loo. Het tijdstip bepaalt waar het officiële eindpunt wordt gelegd.
Op zondag wordt ook eenmaal per uur gereden tussen station Arnhem en Apenheul in Apeldoorn. In Apeldoorn wordt 's ochtends tweemaal per uur extra vanaf station Apeldoorn naar Paleis het Loo gereden. 's Middags wordt tweemaal per uur extra vanaf Apenheul naar station Apeldoorn gereden.

## Wijzigingen per 3 april 2011
Van 12 december 2010 tot 3 april 2011 reed lijn 400 tussen Station Zwolle en Arnhem Centraal Station. Op 3 april 2011 is de buslijn in Arnhem ingekort tot het Openluchtmuseum en is de bus een andere route over de Hoge Veluwe gaan rijden.

## Wijzigingen per 25 maart 2012
Op 25 maart 2012 is er bij Syntus Gelderland een wijziging in de dienstregeling voor heel de Veluwe ingegaan. In Arnhem kreeg lijn 400 een andere route, waarbij de bus vanaf Burgers Zoo/Openluchtmuseum via Kasteel Zypendaal, het Watermuseum en het Willemsplein naar Arnhem Centraal station rijdt. Daarmee keerde de oude route van lijn 400 deels terug. Aan het andere uiteinde van de lijn werd de route ingekort, waarbij het traject tussen Zwolle en het Dolfinarium in Harderwijk kwam te vervallen.

### Voormalige attractiepunten
Deze punten werden niet meer aangedaan na 25 maart 2012:
- Het winkelgebied van Zwolle
- Anton Pieck Museum in Hattem
- Buitensportactiviteiten en rondvaarten in Hattem
- De historische binnenstad van Hattem
- Pannenkoekenhuis 't Harde
- Museum Elburg
- Landgoed Klarenbeek te Doornspijk
- Uitkijktoren; entree tot de natuur (tussen Nunspeet en Doornspijk in)

## Wijzigingen per 9 december 2012
Op 9 december 2012 is er bij Syntus Gelderland een nieuwe dienstregeling voor heel de Veluwe ingegaan. Voor lijn 400 kwam er weer een wijziging waarbij het trajectdeel tussen Harderwijk en Apeldoorn verviel. Daarnaast werden wijzigingen aangebracht over hoe de route van lijn 400 wordt gereden op bepaalde dagen en tijdstippen. Het traject van de oude Apeldoornse pretlijn 16 is sindsdien overgenomen en worden die aparte ritten ook onder lijnnummer 400 gereden.
Deze punten werden niet meer aangedaan na 9 december 2012:
- Dolfinarium Harderwijk
- De historische binnenstad van Harderwijk
- Burg Bieren
- Kasteel Staverden
- De historische binnenstad van Elspeet
- Museum en wildpark Het Aardhuis

## Wijzigingen per 14 december 2014 tot 13 december 2015
Vanaf 14 december 2014 werd de lijn geheel ingekort door tegenvallende belangstelling. Vanaf die datum werd er alleen nog maar gereden in Apeldoorn langs alle attracties. Deze wijziging werd een jaar volgehouden tot dat per 13 december 2015 de lijn volledig verdween en het traject werd overgenomen door de stadsdienst van Apeldoorn.